# Mounir Sabet
Le général Mounir Sabet, né le 29 octobre 1936 à Qena (Haute-Égypte) et mort le 3 mars 2024, est un dirigeant sportif égyptien, membre du Comité international olympique de 1998 à 2016, puis membre honoraire.
Il est major-général de l'armée de l'air égyptienne. Membre de l'équipe nationale de tir sportif en 1965, il préside la Fédération égyptienne de tir de 1984 à 1992, de 2000 à 2004 et de 2004 à 2008.
Il préside la Confédération africaine de tir de 1991 à 2013. Il est président du Comité olympique égyptien de 1990 à 1993 ainsi que de 1996 à 2009.